# Projekt Habakkuk

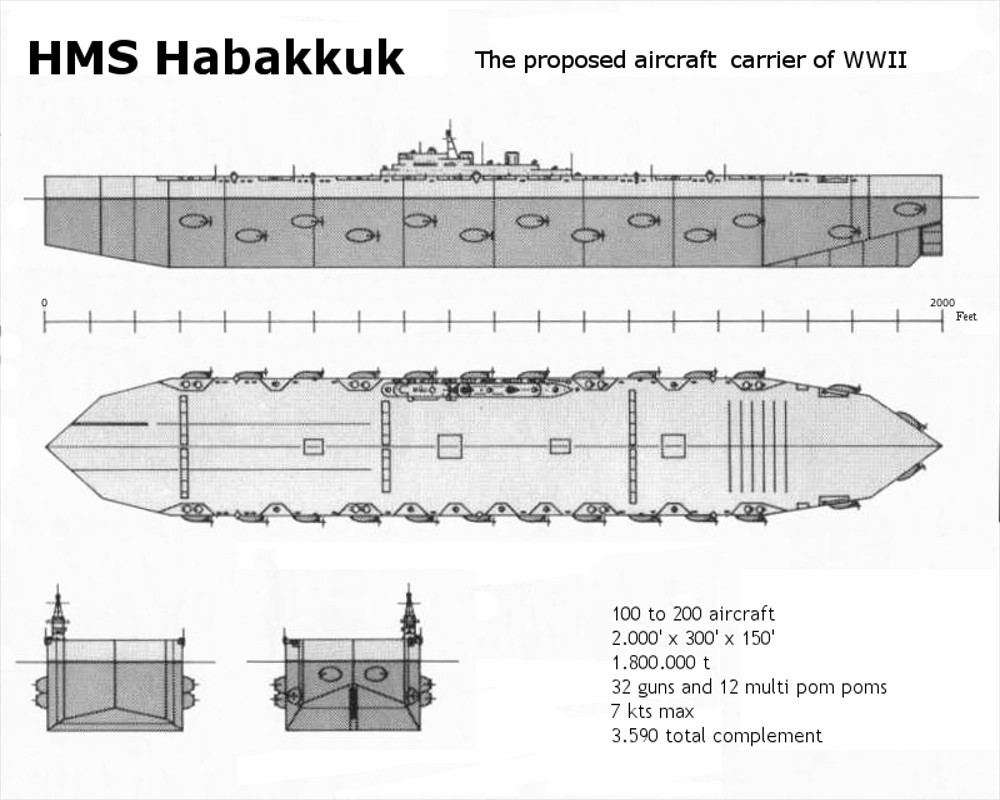
Návrh obří letadlové lodě pro Projekt Habakkuk se 600 m dlouhou rozjezdovou dráhou

Projekt HMS Habakkuk (nebo Habbakuk, podle starozákonního proroka Abakuka) byl britský plán během druhé světové války na postavení obří letadlové lodě téhož jména, která by byla tvořena směsí pykretu (směs vody a dřevěných pilin) a oceli. Zamýšlená loď se měla díky své obří konstrukci z ledu (stěny tlusté až 12 metrů, led plave na hladině) stát nepotopitelnou letadlovou lodí, která měla být nasazena v severním Atlantiku v boji proti německým ponorkám, které působily Velké Británii problémy.
Nápad postavit plavidlo z pykretu přišel od Geoffreye Pykea, který pracoval pro velitelství kombinovaných operací a po němž je pykret pojmenován.
Plavidlo mělo být dlouhé 600 metrů, široké 90 metrů a vysoké 60 metrů. Na plavidlo se mělo uskladnit až 200 stíhaček Spitfire nebo 100 stíhacích bombardérů Mosquito, společně s veškerým servisním zařízením obvyklým na letadlové lodi. Loď měla dosahovat rychlosti pouhých sedm uzlů, při spotřebě 120 tun paliva za den. Osádku plavidla mělo tvořit přibližně 3 500 námořníků.
Jelikož šlo o velice nákladný projekt, byl během války na kanadském jezeře Patricia Lake postaven pouze model velikosti 18x9 metrů o váze 1 000 tun. Po Québecké konferenci v srpnu 1943 byl projekt zrušen z důvodů velké finanční náročnosti a v té době již velké dostupnosti klasických a eskortních letadlových lodí a letadel s velkým doletem.